# Resolução 16 do Conselho de Segurança das Nações Unidas
Resolução 16 do Conselho de Segurança das Nações Unidas, aprovada em 10 de janeiro de 1947, reconheceu a criação do Território Livre de Trieste, registrando a sua aprovação dos três documentos apresentados.
A resolução foi aprovada por 10 votos, com uma abstenção da Austrália.